# Форидоз
Форидо́з (лат. phoridosis) — энтомоз из группы диптерозов, вызванный мухами рода Phora.

## Форидоз человека
Возбудитель — личинки Phora rufipes (сем. Phoridae, отр. Diptera). Распространены эти мухи в Европе.
Личинки P. rufipes были найдены в желудке человека, в фекалиях и способны вызвать случайный кишечный миаз, заражение обусловлено тем, что личинки P. rufipes (длина 2 мм), живущие в разлагающихся веществах, могут с попорченным картофелем, грибами, редисом и пр. попасть в желудочно-кишечный канал человека. Проявляется болезнь расстройством желудка.

## Форидоз пчёл

### Этиология
Возбудитель — Пчелиная горбатая муха Phora incrassata. Имаго блестяще-чёрного цвета, длиной 3—4 мм. Обитает в странах Европы.

### Патогенез
P. incrassata поражает личинок медоносной пчелы. Она откладывает яйца на взрослых личинок пчелы, в которых личинки мухи быстро развиваются; прежде чем погибнут пчелиные личинки, личинки мухи выходят из них наружу и окукливаются. Из коконов приблизительно через 12 дней выходят мухи.
Личинки пчёл, поражённые данным миазом, умирают, буреют и издают неприятный гнилостный запах. Гниение происходит вследствие действия микроорганизмов, — паразитизм P. incrassata даёт толчок к развитию так называемой гнилой болезни; за одной личинкой начинают умирать и соседние.

### Лечение и профилактика
Меры борьбы — поддержание санитарного состояния ульев, чистка площадок перед летками ульев, отлов взрослых мух в бутылки, наполовину заполненные мыльным раствором, куда добавляют трупы пчёл. Мух удаляют из ульев, используют фумигантные средства.